# 작은박쥐
작은박쥐(Myotis diminutus)는 애기박쥐과 윗수염박쥐속에 속하는 박쥐이다. 에콰도르의 토착종이다.

## 특징
작은 박쥐로 전완장은 33.3mm이고, 귀 길이는 11mm, 몸무게는 최대 3.5g이다. 털은 길고 윤기가 흐른다. 등 쪽은 갈색과 붉은색을 띠는 반면에 배 쪽은 갈색이고 털 끝은 갈색빛과 누르스름한 색을 띤다. 귀는 짧다. 날개는 작고, 발가락 아래 부분에 붙어 있다. 꼬리는 길고 넓은 꼬리비막에 완전히 가려져 감춰진다.

## 생태
먹이는 곤충이다.

## 분포 및 서식지
표본은 단 2점만이 알려져 있으며, 1979년 에콰도르 중서부 로스리오스 주 산토 도밍고에서 포획된 표본은 미국 워싱턴 D.C. 국립 자연사 박물관에 USNM 카탈로그 번호 528569로 보관되어 있고, 1959년에 콜롬비아 남서부 나리뇨 주에서 포획된 암컷 표본은 현재 미국 로스앤젤레스군 자연사박물관에 카탈로그 번호 LACM 18761로 보돤되어 있다.
해발 최대 600m의 열대 습윤 숲에서 서식하는 것으로 추정하고 있다.